# Les Sœurs Callum
Pour plus de détails, voir Fiche technique et Distribution.
Les Sœurs Callum (Cow Belles) est un téléfilm américain de la collection des Disney Channel Original Movie diffusé pour la première fois en France le 23 janvier 2007 sur Disney Channel. Il met en vedettes Alyson Michalka, Amanda Michalka, Jack Coleman, Christian Serratos, Michael Trevino et Sheila McCarthy. Le téléfilm reçoit des critiques positives et est un succès avec plus de 5,8 millions de téléspectateurs aux États-Unis.
Le titre phare du téléfilm s'appelle On The Ride et il est interprété par Alyson Michalka & Amanda Michalka.

## Synopsis
Taylor et Courtney sont deux "filles à papa". Elles s'entendent très bien et se donnent souvent des conseils. Un jour, le meilleur ami de leur père offre à Reed un voyage. À cause de leurs immenses dépenses, leur père a décidé qu'elles allaient travailler à sa crèmerie cet été. Est-ce-que Taylor et Courtney seront aussi douées pour gagner de l'argent que pour en dépenser ?

## Fiche technique
- Titre original : Cow Belles
- Titre français : Les Sœurs Callum
- Réalisation : Francine McDougall
- Scénario : Matt Dearborn et Stu Krieger
- Société de production : Disney Channel
- Société de distribution : Disney Channel
- Pays d'origine :  États-Unis
- Langue originale : anglais
- Genre : comédie
- Durée : 90 minutes
- Dates de sortie :
  - États-Unis : 24 mars 2006
  - France : 23 janvier 2007

## Distribution
- Alyson Michalka (VF : Karine Foviau) : Taylor Callum
- Amanda Michalka (VF : Dorothée Pousséo) : Courtney Callum
- Jack Coleman (VF : Stéphane Roux) : Reed Callum
- Sheila McCarthy : Fran
- Christian Serratos : Heather Perez
- Michael Trevino (VF : Pascal Nowak) : Jackson Meade
- Chris Gallinger : Felippe
- Michael Rhoades : Bob Fenwick

Version française
- Société de doublage : Dubbing Brothers France
- Direction artistique : Maïk Darah
- Adaptation des dialogues : Nadine Giraud

Source : carton de doublage sur Disney+

## Accueil
Le téléfilm reçoit des critiques positives et est un succès avec plus de 5,8 millions de téléspectateurs aux États-Unis,,,.

## Musique
Le titre phare du téléfilm s'appelle On The Ride et il est interprété par Alyson Michalka & Amanda Michalka. Aly & AJ On The Ride musique officielle du téléfilm "Les Sœurs Callum" sur Youtube.com

## Source
- (en) Cet article est partiellement ou en totalité issu de l’article de Wikipédia en anglais intitulé « Cow Belles » (voir la liste des auteurs).